# Livio Magoni
Livio Magoni (Selvino, 3 agosto 1963) è un allenatore di sci alpino italiano.
È fratello della sciatrice alpina Paoletta e del calciatore Oscar.

## Biografia
Dopo essere stato responsabile della squadra B della nazionale italiana, seguendo in particolare le sorelle Nadia ed Elena Fanchini, ha assunto incarichi presso le nazionali della Polonia e poi di Monaco, senza ottenere risultati di rilievo. In seguito è passato alla nazionale slovena e ha contribuito ai successi di Tina Maze, tra i quali spicca una Coppa del Mondo generale vinta nel 2013 (primo trofeo per la Slovenia). Nello stesso anno ha lasciato tale incarico per tornare nei quadri della Federazione italiana sport invernali come responsabile delle gare tecniche femminili della nazionale italiana.
Dopo l'interruzione del rapporto con la Federazione italiana nell'aprile 2015, Magoni è passato da maggio 2016 ad allenare la sciatrice slovacca Petra Vlhová, riuscendo a vincere una Coppa del Mondo generale nel 2021 (primo trofeo per la Slovacchia e suo secondo come allenatore). Nell'aprile dello stesso anno ha interrotto i rapporti con la sciatrice slovacca. Nel maggio 2021 ha annunciato l'inizio della collaborazione con la Federazione sciistica della Slovenia, per seguire in particolare Meta Hrovat.